# Стежару (Олт)
Стежару (рум. Stejaru) — село у повіті Олт в Румунії. Входить до складу комуни Мілков.
Село розташоване на відстані 136 км на захід від Бухареста, 8 км на південь від Слатіни, 45 км на схід від Крайови.

## Населення
За даними перепису населення 2002 року у селі проживали 68 осіб, усі — румуни. Усі жителі села рідною мовою назвали румунську.